# 2750 Loviisa
2750 Loviisa је астероид главног астероидног појаса чија средња удаљеност од Сунца износи 2,212 астрономских јединица (АЈ).
Апсолутна магнитуда астероида је 13,1.